# واکنش انتقال شیمیایی

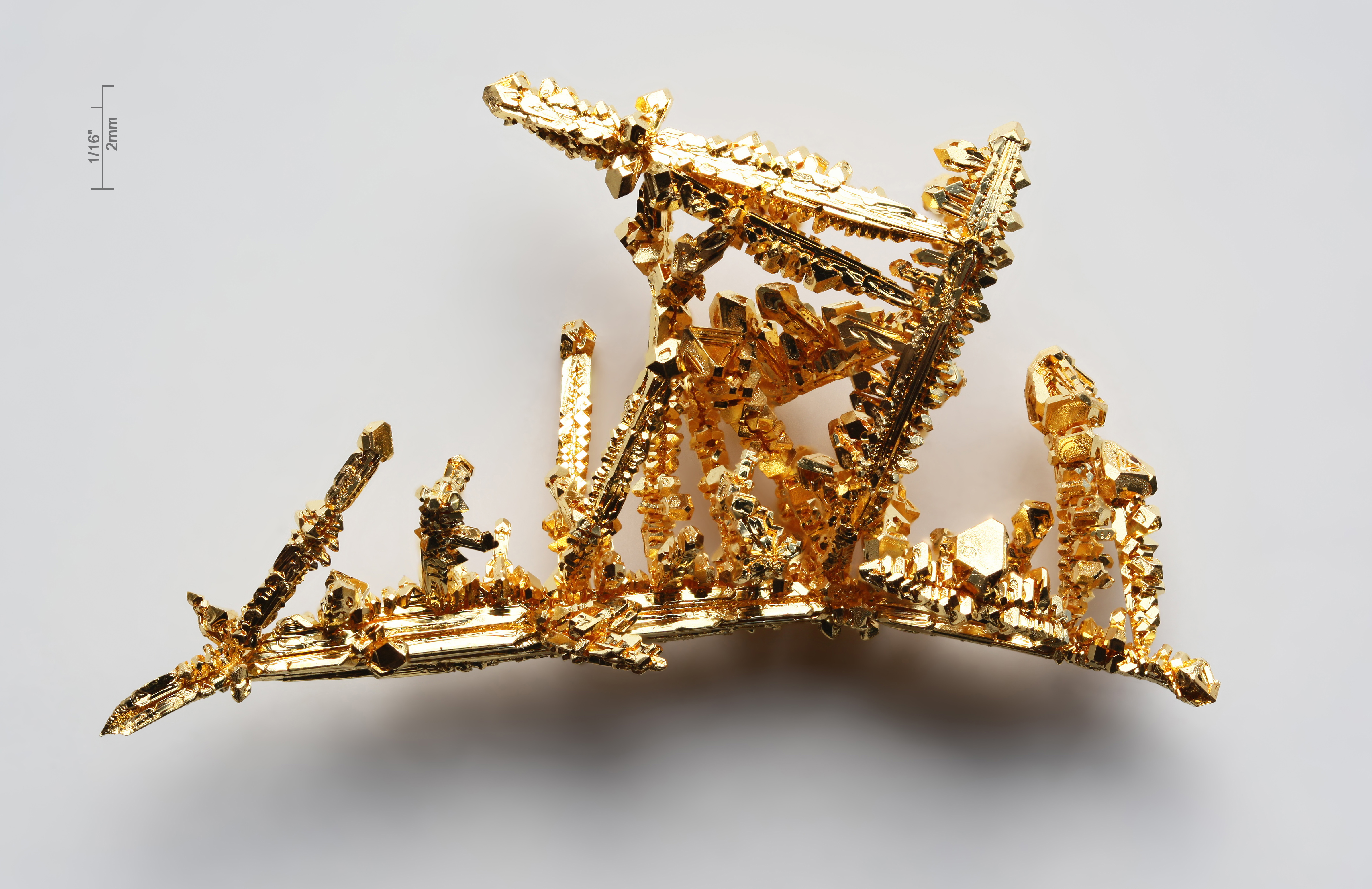
بلورهای طلا که با واکنش انتقال شیمیایی با استفاده از کلر به عنوان عامل انتقال شیمیایی شکل گرفته‌اند.

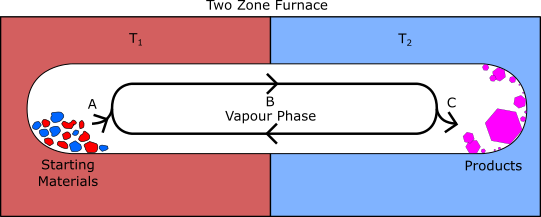
نمودار شماتیک فرایند

واکنش انتقال شیمیایی (به انگلیسی: Chemical transport reaction) در علم شیمی، فرایند تصفیه و تبلور جامدات غیر فرار است. این فرایند همچنین عامل تشکیل برخی ترکیبات معدنی از پساب آتشفشان‌ها است. این تکنیک که توسط هارالد شفر رواج یافت مستلزم تبدیل برگشت‌ناپذیر عناصر و ترکیبات شیمیایی به مشتقات فرار است. مشتق فرار در سراسر یک رآکتور شیمیایی آب‌بندی شده جابه‌جا می‌شود و معمولاً یک لوله شیشه‌ای مهر و موم شده و تخلیه شده در کوره لوله‌ای گرم می‌شود. از آن‌جا که لوله تحت یک گرادیان حرارتی قرار دارد، مشتق فرار به جامد اصلی تبدیل مجدد شده و عامل انتقال، در انتهای روبرویی که منشأ آن بوده آزاد می‌شود؛ بنابراین عامل انتقال در این فرایند، نقش کاتالیزوری دارد. این تکنیک مستلزم این است که دو سر لوله (که حاوی نمونه‌ای است که قرار است متبلور شود) در دماهای مختلف قرار بگیرند. این روش، مشابه فرایند Van Arkel de Boer است که برای تصفیه تیتانیوم و وانادیوم انجام شده و از یُد به عنوان عامل انتقال استفاده می‌شود.

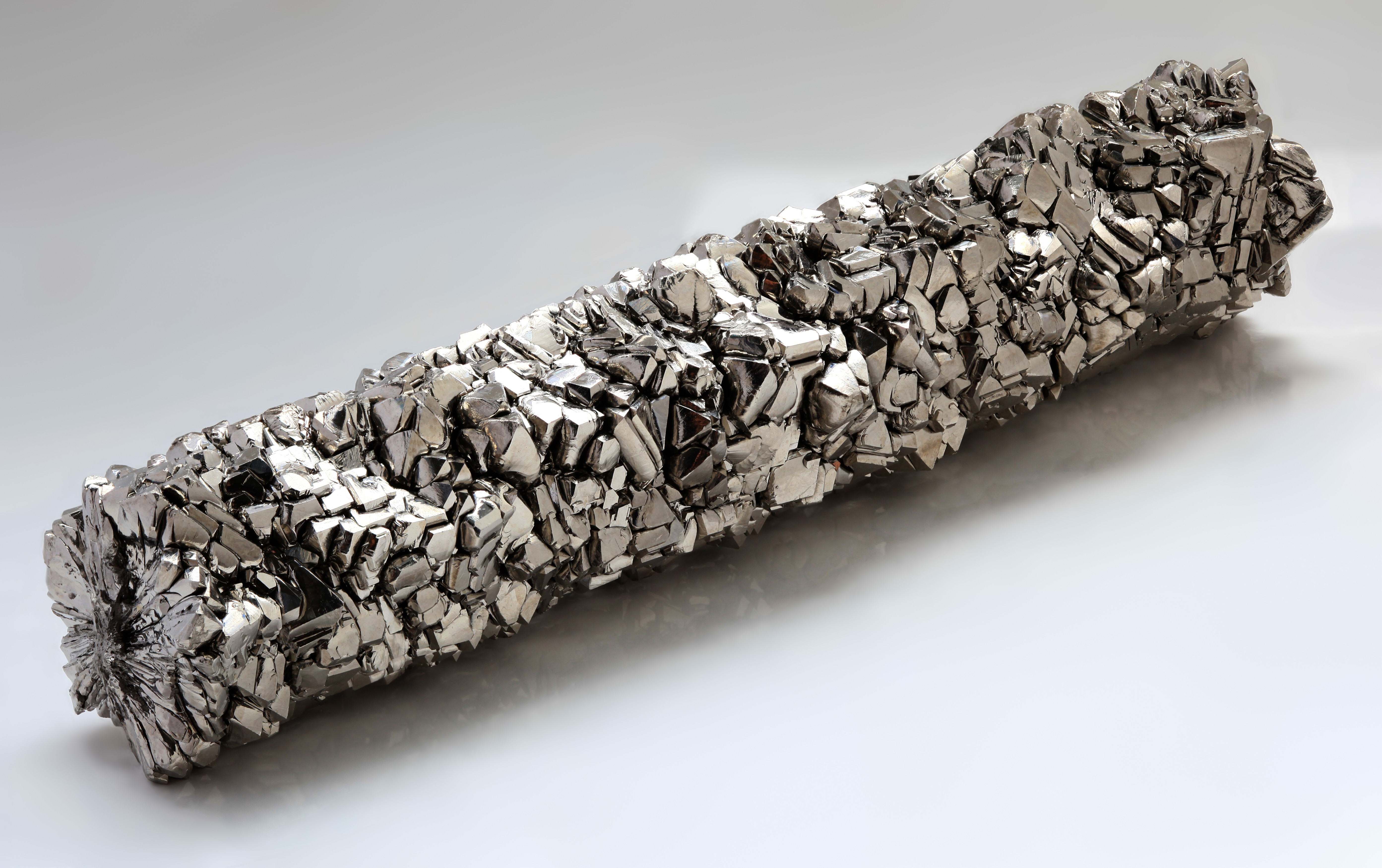
بلورهای تیتانیوم با استفاده از فرایند Van Arkel - de Boer با ید به‌عنوان عامل انتقال، شکل می‌گیرند.